# Kasiman (Kasiman)
Kasiman is een bestuurslaag in het regentschap Bojonegoro van de provincie Oost-Java, Indonesië. Kasiman telt 3339 inwoners (volkstelling 2010).